# نابجاخزندگان
نابجاخزندگان (نام علمی: Atoposauridae) نام یک تیره از رده خزندگان است.